# مسيرة فخر المثليين في القدس

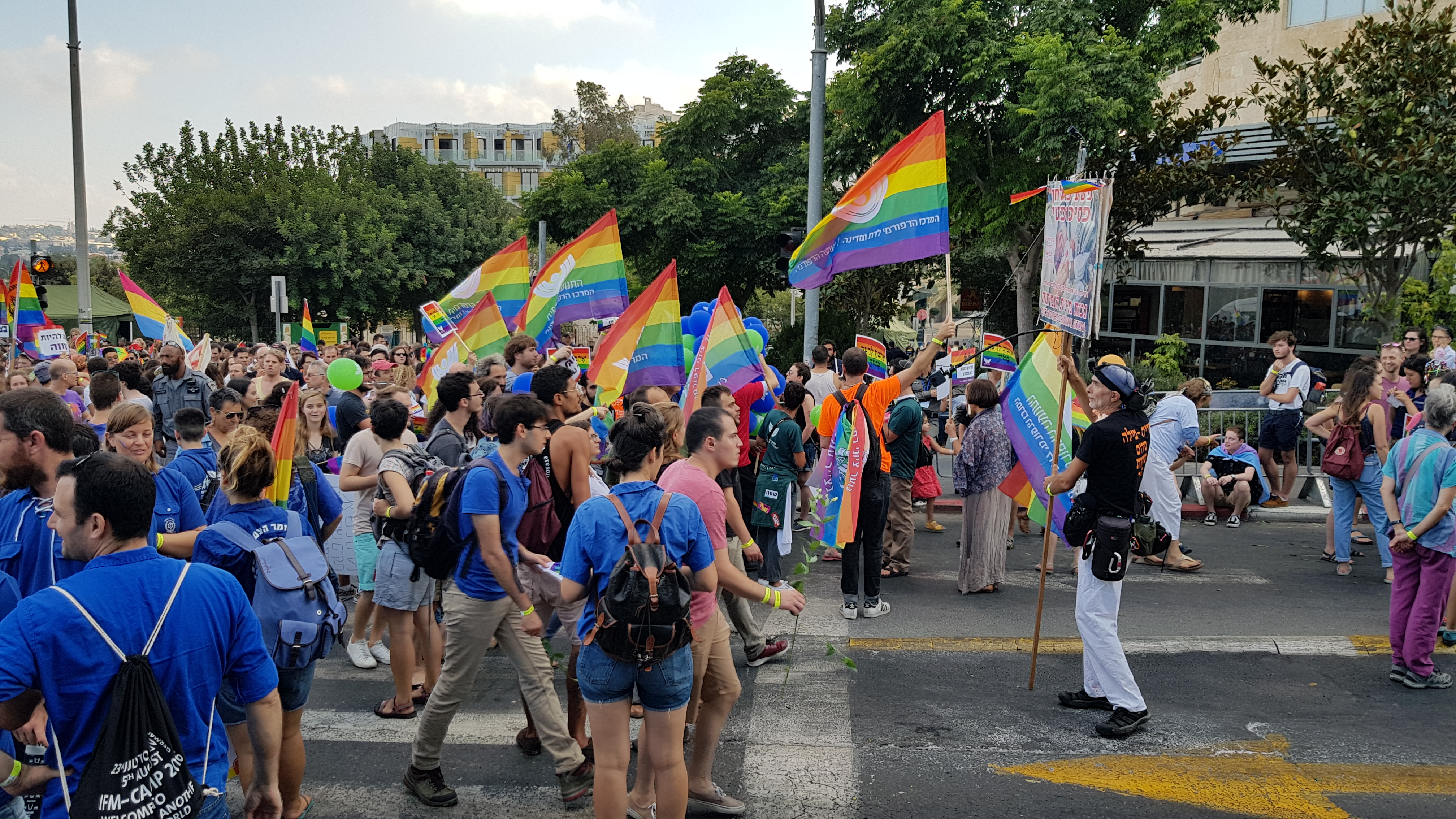

مسيرة فخر المثليين في القدس هي موكب فخر بالمثليين يجري سنويًا في مدينة القدس وذلك منذ أول آذار/مارس 2002 عندما انطلقت مسيرة فخر للمثليين في مدينة القدس تحت عُنوان «حب بلا حدود». أصبح ذلكَ الحدث سنويا حيث بات يُقام كل عام ويجلب معهُ المزيد من الشركاء والداعمين.
اشتهرت مسيرة فخر المثليين هذه بسبب كثرة أعمال العنف التي ارتبطت بها؛ حيث تعرّض المشاركين في المسيرة لهجمات عنيفة لعلَ أبرزها ما حصل في عام 2005 وفي عام 2015. بخصوص الهجوم الأول فقد نفذه يهودي متطرف حيث قام بطعنِ مجموعة من المتظاهرين بسكين مما أسفر عن ثلاث إصابات، أمّا الهجومُ الثاني فقد أسفر عن ست إصابات مع إصابة واحدة قاتلة ولم تُعرف هوية المهاجم أو سبب إقدامه على هذا الفعل. تبيّن فيما بعد أن المهاجم اليهودي الذي نفذ عملية الطعن عام 2005 هو نفسه المسؤول عن الهجوم الثاني.

## الخلفية
منذ بداية عقد التسيعينيات منَ القرن العشرين ومدينتي تل أبيب وإيلات تستضيفان مسيرات فخر للمثليين. في السابِق كانت تل أبيب هي المدينة الوحيدة التي تستضيفُ هكذا أحداث سنوية خاصة بالمثليين في الشرق الأوسط. تعدّ تل أبيب كذلك أول مدينة في إسرائيل -فلسطين المحتلة- تعملُ على الاهتمام بالمثليين وتوسع من نطاق نشاطهم شيئًا فشيئًا. بحلول عام 2005 تجمّعَ حوالي 100.000 شخص وشاركوا في مسيرة فخر للمثليين في تل أبيب. يعدُّ البيت المفتوح في القدس للفخر والتسامح نقطة محورية لتجمع مثليي الجنس في القدس منذ عام 1997. منذ عام 2002؛ بدأت تُعقدُ مسيرات فخر للمثليين صغيرة في القدس بشكل منتظم.
أقرّ الكنيست الإسرائيلي في عام 2007 عدّةَ تشريعات لمنع مسيرات فخر المثليين في القدس وذلكَ في استجابة لدعوة رئيس وزراء إسرائيل إيهود أولمرت الذي ذكر في بيانٍ رسمي ما يلي: «لا أعتقد أن القدس هي المكان المناسب لعقد مسيرات فخر المثليين ويرجع ذلك إلى الطبيعة الحساسة للمدينة لكني أعتقد في الوقت ذاته على أنه لا يجبُ حدّ مثل هذه الأمور من خلال القانون.» تمّ فتح الحديث عن هذه التشريعات مجددًا في عام 2008،  لكنّ القانون ظل في وضعية موّقفة إلى شهر حزيران/يونيو 2008 حينما رفضت المحكمة العليا الإسرائيلية الالتماسات التي طالبت بوقفِ مسيرات الفخر هذه في مدينة القدس. أُعيدَ عقد موكبين للمثليين في عامي 2008 و2009.

## هجوم 2005
حاولت مجموعة من البلديات وقف مسيرة فخر المثليين في عام 2005 لكنّها فشلت في ذلك بسبب تدخل الحكومة. اصطفّ المحتجون، وكثير منهم من اليهود الأرثوذكس حيث شكلوا طوقًا وبدأوا في الصراخ والشتم كما رفعوا عدّة لافتات كُتب على بعضها «أنتم تُفسِدون أطفالنا» و«القدس ليست سان فرانسيسكو». أثناء العرض؛ قام رجلا يُدعى يشاي شليسل وهو مِن اليهودية الحريدية بطعن ثلاث مشاركين في الموكب بسكين مطبخ. خلال استجوابه من الشرطة؛ وصفَ يشاي الدافع وراء أفعاله حيث قال: «جئت إلى هنا منَ أجل القتل باسم الله. لا يمكن أن نسمح بهذا "المكروه" في الانتشار في البلاد.» أُدين الجاني في وقت لاحق بثلاث تهم من بينها الشروع في القتل وقد حُكم عليه بالسجن لمدة 12 عامًا. أمرته محكمة حي القدس بدفعِ 280 مليون شيكل (حوالي 60 مليون دولار) وذلك كتعويضات للضحايا. أُطلق سراح شليسل في عام 2015؛ وفي نفس العام عاود الهجوم على موكب مثليين في نفس المدينة وفي نفس المنطقة وباستعمال نفس السلاح.

## مظاهرات 2006
بحلول عام 2006؛ انتشرت الكثير منَ الشائعات التي تُفيد بأنّ حدث المثليين الذي يقام سنويا في مختلف العواصم أو المدن الكبيرة في العالم سيأتي إلى القدس. في حقيقة الأمر ظهرت هذه الفكرة في 22 تشرين الأول/أكتوبر 2003 في مونتريال بكيبيك في كندا. حينها شاركَ أكثر من 150 مشارك من 51 مدينة من جميع أنحاء العالم في النّقاش وطرحوا فكرة تنظيم المسيرة في القدس في نسخة عام 2006.
كان من المقرر إجراء العرض في 6 آب/أغسطس؛ لكن الدوائر الدينية عارضت هذا ورفضته منذ البداية. تم إلغاء الحدث في نهاية المطاف وذلكَ بسبب الصراع الإسرائيلي اللبناني. تمّ عرض حدث مصغر حيث شمل خمسة مؤتمرات فقط منها مؤتمر سينمائي ومعرض أدبي. تم إلغاء الموكب نفسه ولكنّ مؤسسة القدس المفتوحة أعلنت أنها سوف تعقد الموكب في 10 تشرين الثاني/نوفمبر بعد التوصل إلى اتفاق مع شرطة البلدية.
ضراوة المعارضة من اليهودية الحريدية وغيرها من زوايا اليهودية الأرثوذكسية وكذلك من عرب 48 في القطاع دفع الكثيرين إلى الاعتقاد بأنه في حالة ما تمّ تنظيم هذا الحدث فسيتعرض المشاركون فيه لهجمات عنيفة. خلال نفس الفترة خرجَت مجموعة من الشخصيات للاحتجاج على كل هذا بما في ذلك الحاخام الإسرائيلي شلومو عمار وعضو الكنيست يتسحاق ليفي.
بشكلٍ عام تُعدّ الطائفة الحريدية أحد أبرز معارضي تنظيم مثل هذه التجمعات في مدينة القدس. في 18 تشرين الأول/أكتوبر من نفس العام دعا مجموعة من الحاخامات إلى تحريم هذه التجمعات والعمل على منعها ومنعِ حصولها. دعا الحاخام عوفاديا يوسف الذي كان واحدا من أول من أعرب عن معارضته «لمظاهرة المليون». انضمّ ليوسف عددٌ من النشطاء والشخصيات اليمينية اليهودية من أمثال باروخ مارزل، ايتمار بن جبير ثم هيليل فايس التي دعت إلى «الحرب المقدسة» ضد موكب المثليين كما أكّدت على أن عدم إلغائه من شأنه أن يؤدي إلى العنف. في تطور لاحق في الموضوع؛ قدّم منظمي الموكب شكوى للشرطة ضد النشطاء اليمينيين بتهمة التحريض على القتل. في ليلة الخميس الموافق لـ 2 تشرين الثاني/نوفمبر اندلعت مظاهرة في مناطق متفرقة من القدس ثم تحولت فيما بعد إلى أعمال شغب. قامَ الآلاف من المتظاهرين بقطع الطرق مع حرق المنازل وردت الشرطة بالقوة كما تدخلت شرطة مكافحة الشغب والشرطة الحدودية المسلحة بالهراوات، خراطيم المياه ثم الخيول. أُصيب سبعة من رجال الشرطة وعددٌ غير معروف من المتظاهرين بجروح. حينها اتهم المتحدث باسم الطائفة الحريدية الشرطة «بالإفراط في استخدام العنف». خطّطت منظمة البيت المفتوح في القدس للفخر والتسامح للتعامل مع الحالات الطارئة بما في ذلك العديد من الجرحى والقتلى.

## هجوم 2015
في 30 يوليو/تموز 2015؛ وبعدَ ثلاثة أسابيع فقط من إطلاق سراح شليسل. عاودَ هذا الأخير الهجوم حيث قام بطعن ست مشاركين أثناء مسيرة فخر القدس. تم إدانة الفعل على نطاق واسع،  كما استنكرَ رئيس الوزراء بنيامين نتنياهو هذا التصرف. نجمَ عن الهجوم مقتل إحدى الضحايا البالغة من العمر 16 عاما متأثرة بجراحها في مركز هداسا الطبي يوم 2 آب/أغسطس 2015. بعد وقت قصير من ذلك؛ قدّمَ رئيس الوزراء نتنياهو تعازيه مضيفا: «سنتعامل مع القاتل إلى أقصى حد يسمح به القانون.» أعربت والدة شليسل عن حزنها من تصرفات ابنها ومن الإجراءات المُتخدة ضده أيضًا كما أعربت عن التضامن مع الضحايا قائلة: «نحن نأسف لهذا كثيرا ونصلي من أجل الانتعاش الفوري لكل الضحايا.»